# Sd.Kfz. 250/8
De Sd.Kfz. 250/8, ook wel de bekend als Kanonenwagen, werd voor het eerst in gebruik genomen in 1944. Hij was bewapend met een 7,5 cm-51-kanon en een mitrailleur MG42 voor verdediging van dichtbij. De Sd.Kfz. had een opslagcapaciteit voor 20 granaten voor het kanon en 2010 patronen voor de MG.